# 齋藤潤 (俳優)
齋藤 潤（さいとう じゅん、2007年〈平成19年〉6月11日 - ）は、日本の俳優。テアトルエンターテインメント所属。神奈川県出身。

## 略歴
山﨑賢人の出演作を見て「演技の仕事をしたい」と母親に相談したところ「第5回テアトルアカデミー モデルグランプリ」を勧められ、ユース部門男性グランプリに選ばれ芸能界デビュー。
2024年10月3日、映画『カラオケ行こ!』と『瞼の転校生』と『からかい上手の高木さん』での演技が評価されて、第16回TAMA映画賞 最優秀新進男優賞を受賞した。12月8日、映画『カラオケ行こ!』と『瞼の転校生』と『からかい上手の高木さん』での演技が評価されて、第46回ヨコハマ映画祭 最優秀新人賞を受賞した。12月27日、映画『カラオケ行こ!』と『瞼の転校生』と『室井慎次 敗れざる者』と『室井慎次 生き続ける者』での演技が評価されて、第37回日刊スポーツ映画大賞・石原裕次郎賞 石原裕次郎新人賞を受賞した。
2025年1月21日、映画『カラオケ行こ!』での演技が評価されて、第48回日本アカデミー賞 新人俳優賞を受賞した。4月24日、映画『カラオケ行こ!』での演技が評価されて、第34回日本映画批評家大賞 新人男優賞（南俊子賞）を受賞した。

## 人物
- 趣味・特技：サッカー、アクション[3]
- 伯父は、元プロサッカー選手でサッカー解説者、スポーツジャーナリストの中西哲生[4]。
- 好きな食べ物：蕎麦

## 受賞歴
2024年
- 第16回TAMA映画賞 最優秀新進男優賞（『カラオケ行こ!』『瞼の転校生』『からかい上手の高木さん』）
- 第46回ヨコハマ映画祭 最優秀新人賞（『カラオケ行こ!』『瞼の転校生』『からかい上手の高木さん』）
- 第37回日刊スポーツ映画大賞・石原裕次郎賞 石原裕次郎新人賞（『カラオケ行こ!』『瞼の転校生』『室井慎次 敗れざる者』『室井慎次 生き続ける者』）

2025年
- 第48回日本アカデミー賞 新人俳優賞（『カラオケ行こ!』）
- 第34回日本映画批評家大賞 新人男優賞（南俊子賞）（『カラオケ行こ!』）

## 出演

### テレビドラマ
- パパとムスメの7日間（2022年7月26日 - 9月13日、TBS） - 藤堂祐樹 役
- ユニコーンに乗って 第6話（2022年8月9日、TBS） - 栗木四郎 役
- 警視庁強行犯係 樋口顕 Season2 第6話（2022年8月19日、テレビ東京） -  御子柴隆司（中学生時代） 役
- 生理のおじさんとその娘（2023年3月24日、NHK総合） - 光橋嵐 役[12]
- 合理的にあり得ない〜探偵・上水流涼子の解明〜第1話（2023年4月17日、関西テレビ・フジテレビ） - 神崎克哉 役
- ぼくのかぞく。 第5話・第6話（2023年5月3日・10日、TOKYO MX1） - 兄（王子） 役
- トリリオンゲーム 第1話・第6話（2023年7月14日・8月18日、TBS） - 天王寺陽（中学生時代） 役
- 猫カレ -少年を飼う-（2023年10月8日 - 12月24日、BSテレビ東京 / 2024年1月10日 - 4月3日、テレビ東京） - 遠野凪沙 役[13]
- 仮想儀礼（2023年12月3日 - 2024年2月11日、NHK BS・NHK BSプレミアム4K） - 竹内由宇太 役[14]
- 恋する警護24時（2024年1月13日 - 3月9日、テレビ朝日） - 北沢辰之助（少年時代） 役
- 院内警察 第6話（2024年2月16日、フジテレビ） - 榊原俊介（高校生時代） 役[15]
- 9ボーダー 第4話 - 最終話（2024年5月10日 - 6月21日、TBS） - 品川九吾 役[16]
- 怖い絵本 season8「おんなのしろいあし」（2025年3月1日、NHK Eテレ）[17]
- あきない世傳 金と銀（NHK BS・NHK BSプレミアム4K） - 吉二 役
  - あきない世傳 金と銀2（2025年4月6日 - 5月25日）[18]
  - あきない世傳 金と銀3（2026年春〈予定〉 - ）[19]
- ちはやふる-めぐり-（2025年7月9日 - 、日本テレビ） - 白野風希 役[20][21]

### 映画
- Phantom Pain（2022年3月25日、BEAT PARADOX） - 叶加寿雄／叶カズ 役
- 正欲（2023年11月10日、ビターズ・エンド） - 佐々木佳道（中学生時代） 役[22]
- カラオケ行こ!（2024年1月12日、KADOKAWA） - 岡聡実 役[23][24][25]
- 瞼の転校生（2024年3月2日） - 小川建 役[26]
- からかい上手の高木さん（2024年5月31日、東宝） - 町田涼 役[27]
- 踊る大捜査線シリーズ - 森貴仁 役
  - 室井慎次 敗れざる者（2024年10月11日、東宝）[28]
  - 室井慎次 生き続ける者（2024年11月15日、東宝）[29]
- 366日（2025年1月10日、ソニー・ピクチャーズ エンタテインメント） - 金城琥太郎 役[30][31]
- ストロベリームーン 余命半年の恋（2025年10月17日公開予定、松竹） - 佐藤日向 役[32][33]

### 劇場アニメ
- 迷宮のしおり（2026年1月公開予定、ギャガ） - 山田 役[34]

### 舞台
- HUNTER×HUNTER THE STAGE（2023年5月12日 - 28日、天王洲 銀河劇場）[35]

### ウェブドラマ
- 小学館 「アオアシ」スペシャルムービー「4月のキックオフ」（2022年）

### ラジオドラマ
- 青春アドベンチャー 滅びの前のシャングリラ（2022年9月19日 - 30日、NHK-FM） - 小暮 役[36]

### 情報番組
- めざましテレビ（2024年11月6日・15日・20日・27日、フジテレビ） - マンスリーエンタメプレゼンター[37]

### MV
- 祝日天国 35.7（2023年2月11日）
- UNISON SQUARE GARDEN『kaleido proud fiesta』（2022年4月18日）

### CM
- アトラス 真・女神転生V（2021年）
- トヨタ 富士モータースポーツフォレスト（2022年）
- 明治 SAVAS ジュニアプロテイン（2022年）
- au・KDDI 意識高すぎ!高杉くんシリーズ（2025年）[38][39]

### その他
- 東映 『自分ごとSDGs』（2022年8月1日）
- 静岡学園中学校・高等学校 （2023年度）